# Contigo hasta el final
Contigo hasta el final (ang. With You All the Way) – singel hiszpańskiego zespołu muzycznego El Sueño de Morfeo napisany przez członków formacji oraz wydany na ich szóstym albumie studyjnym zatytułowanym Todos tenemos un sueño z 2013.
W lutym 2013 utwór został wybrany na piosenkę reprezentującą Hiszpanię w 58. Konkursu Piosenki Eurowizji, zdobywszy 72 punkty w głosowaniu jurorów oraz telewidzów. 18 maja została zaprezentowana w finale konkursu, w którym zajęła 25. miejsce z 8 punktami na koncie.

## Lista utworów
Digital download